# Cerotelion septemtrionalis
Cerotelion septemtrionalis är en tvåvingeart som beskrevs av Toyohi Okada 1938. Cerotelion septemtrionalis ingår i släktet Cerotelion och familjen platthornsmyggor. Inga underarter finns listade i Catalogue of Life.